# Доісторичні жінки

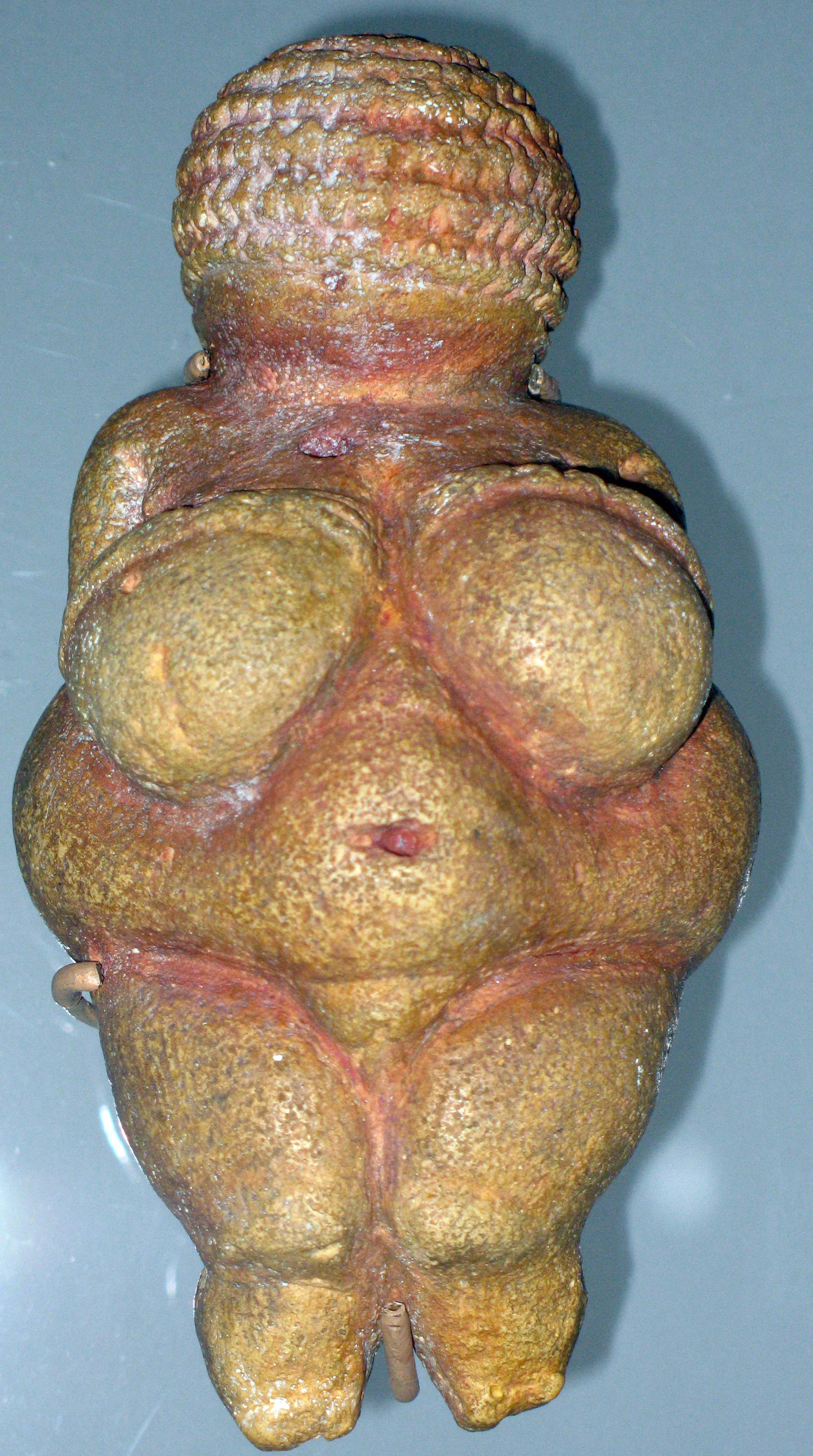
Венера Вілендорфська,

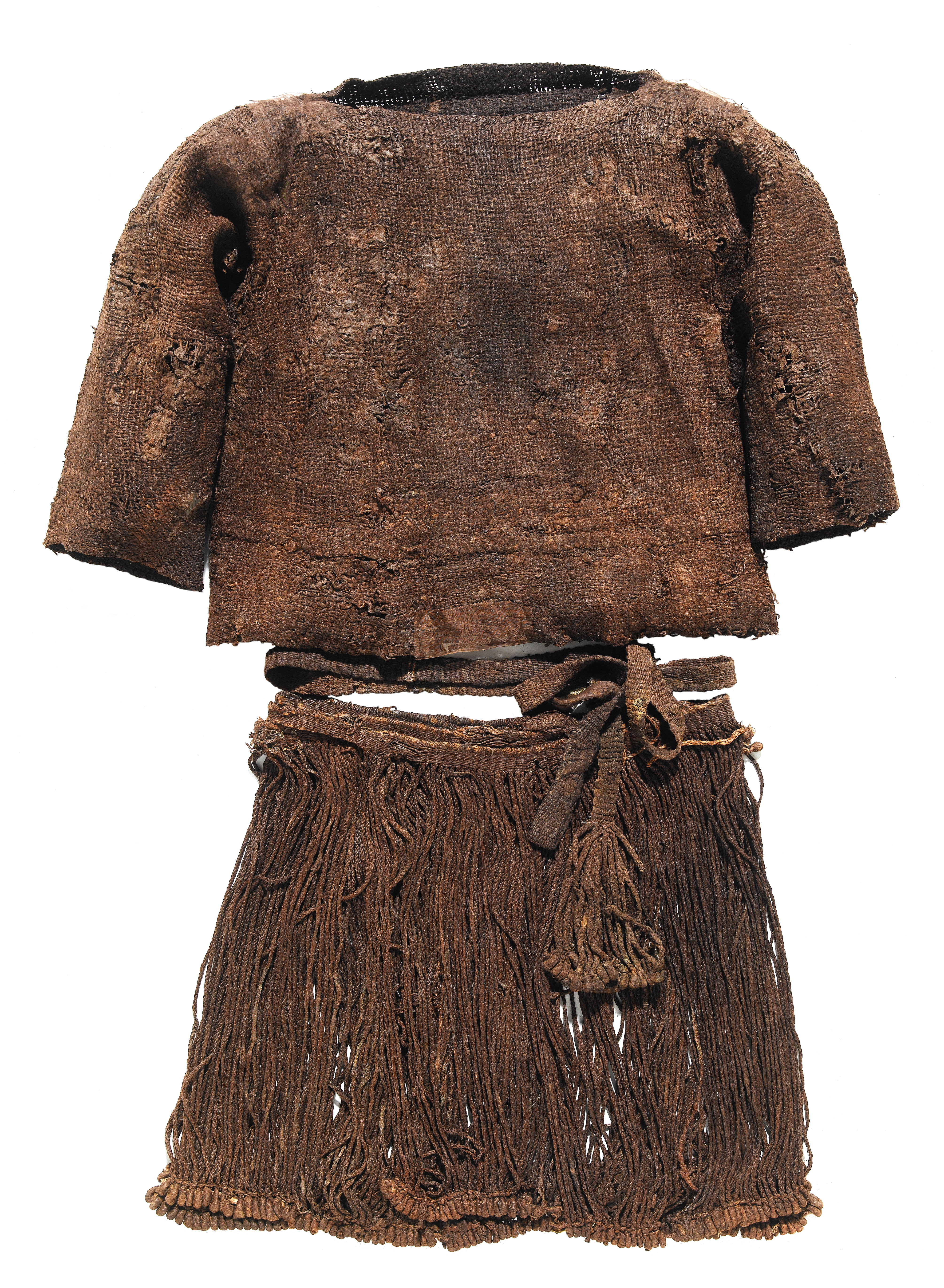
Похоронний одяг Егтведської дівчини

Ролі жінки в доісторичному суспільстві присвячено велику кількість досліджень з давніх часів. Вважалося, що завдання, які зазвичай виконують жінки, сформували основний статевий розподіл праці у зв'язку з вихованням дітей, збиранням та іншими повсякденними заняттями. Однак останні дослідження показали, що жінки також відігравали активну роль у полюванні та інших фізичних заходах замість лише домашніх ролей, які традиційно виконували жінки у писемних цивілізаціях.
Дослідження доісторичних жінок становить особливий інтерес для феміністської та гендерної археології, які прагнуть поставити під сумнів андроцентричні припущення традиційної археології.

## Антропологія

### Матріархат і матрілінійність
Головним предметом суперечок в антропології ще з ХІХ століття була різниця, якщо така була, у соціальному статусі між доісторичними та сучасними жінками. Ранні соціалістичні мислителі, такі як Льюїс Генрі Морган, Фрідріх Енгельс або Август Бебель, відкрито ототожнювали матрилінійність із первісним комунізмом, а патрілінійність — з індивідуалізмом, гнобленням і приватною власністю. Такі школи зазвичай стверджували, що через відсутність остаточної лінії батьківського походження без соціально примусової монандрії доісторичні суспільства натомість практикували матрифокальне, спільне материнство.
Подібні ідеї виникли під час другої хвилі фемінізму з посиленням вивчення матрилокальності та матріархальної релігії, такі як теорія Марії Гімбутас про матристичну, егалітарну «Стару Європу», яку пізніше витіснили та завоювали патріархальні та експансіоністські праіндоєвропейці. Такі інтерпретації залишаються дуже суперечливими через уявлення про політичну упередженість або відсутність матеріальних доказів, але їх захищають такі відомі фігури, як антрополог Кріс Найт, який натомість критикував те, що він бачив як спеціальні спроби функціоналістів применшити очевидні матрилінійні традиції в сучасних племінних суспільствах.

### Збиральниця проти мисливиці
З 1970-х домінуючою науковою точкою зору гендерних ролей у суспільствах мисливців-збирачів була модель під назвою «Чоловік-мисливець, жінка-збиральниця». Придуманий антропологами Річардом Боршаєм Лі та Ірвеном ДеВором у 1968 році, цей стереотип стверджував на підставі доказів, які зараз вважаються неповними, що сучасні фуражири продемонстрували чіткий розподіл праці між жінками та чоловіками. Останні дані, зібрані такими дослідницями, як Сара Лейсі та Кара Окобок, виявили відсутність переконливих уподобань щодо гендерних ролей у сучасних суспільствах мисливців-збирачів. Нещодавні археологічні дослідження, проведені антропологом і археологом Стівеном Куном, показують, що до верхнього палеоліту (50 000 і 10 000 років тому) статевий поділ праці був відсутній і в історії людства розвинувся відносно недавно.
Лейсі та Окобок, зокрема, підкреслили роль естрогену в потенційному внеску жінок у повсякденне виживання в доісторичних суспільствах; всупереч поширеній думці, тестостерон суттєво впливає на розвиток м'язових волокон 2-го типу лише порівняно з естрогеном, який натомість в першу чергу впливає на розвиток волокон 1-го типу. М'язи 2-го типу краще працюють у короткочасних «силових» вправах, таких як підняття ваги або метання списа, тоді як м'язи 1-го типу краще працюють у довготривалих «марафонських» вправах, що вимагають витривалості. Таким чином, жіночі м'язи енергоефективніші за чоловічі, а це означає, що наполегливе полювання — техніку, яка, як вважається, сформувала одну з головних еволюційних переваг гомінідів над їхньою набагато більш рухливою здобиччю, — жінкам було б легше виконувати, ніж чоловікам. Наступне дослідження виявило, «що численні методологічні помилки зміщують їхні результати в одному напрямку… їхній аналіз не суперечить широкому спектру емпіричних доказів гендерного розподілу праці в збиральницьких суспільствах».
Відомі групи мисливців-збирачів у недавні чи сучасні епохи, які, як відомо, не мають чіткого статевого поділу праці, включають айнів, агта і джу/'хоансі, на додаток до значних матеріальних доказів участі жінок у полювання серед доісторичних культур, таких як ті, що знаходяться на території сучасного Перу.

## Матеріальна культура

### Доісторичне мистецтво
Епоха верхнього палеоліту відома багатством художніх зображень жінок, які, як правило, об’єднані під терміном «Палеолітична Венера» як одні з перших творів людської культури в історії. Статуетки Венери відомі перебільшеними сексуальними характеристиками, які зазвичай сприймаються як символи родючості та сексуальності, і включають найдавніше відоме зображення людини. Відому як Венера з Холе-Фельс, антрополог Ніколас Конард описує її як «про секс, розмноження... [це] надзвичайно потужне зображення сутності жінки». Інші відомі статуетки включають Віллендорфську, Дольні Вестоніцьку та Мораванську Венер, усі з яких вирізняються акцентом на стегнах, грудях і животі. Приклади, як правило, зосереджені навколо Європи, населеної на той час відносно розвиненими кроманьйонськими культурами, хоча цей термін застосовувався навіть у Сибіру. Подібні мотиви наступних епох включають Потнію Терон, знайдену в стародавньому Середземномор’ї та на Близькому Сході.
Деякі археологині-феміністки, такі як Кайлі Вандеветтерінг або Лерой Макдермотт, критикували чоловічий погляд, залучений у визначенні термінів і класифікації Венер, назва яких походить від першої знайденої фігурки Vénus Impudique. Названа першовідкривачем «Нескромною Венерою», вона отримала свою назву як через сучасні європейські погляди на секс, так і через уявну асоціацію з сексуальністю та родючістю, які приписують римській Венері, попри те, що палеолітичні культури передували греко-римським релігіям на тисячоліття, і серед дослідників ніколи не було досягнуто матеріально обґрунтованого консенсусу щодо значення статуеток.
Маккойд і Макдермот припустили, що через те, як зображено ці фігури, наприклад великі груди та відсутність ніг і облич, ці статуї були зроблені жінками, які дивилися на власні тіла. Вони стверджують, що жінки в той період не мали доступу до дзеркал, щоб зберегти точні пропорції або зобразити обличчя чи голови фігурок. Теорію залишається важко підтвердити або спростувати, і Майкл С. Біссон припустив, що альтернативи, такі як калюжі, могли використовуватися як дзеркала.

### Поховальні практики

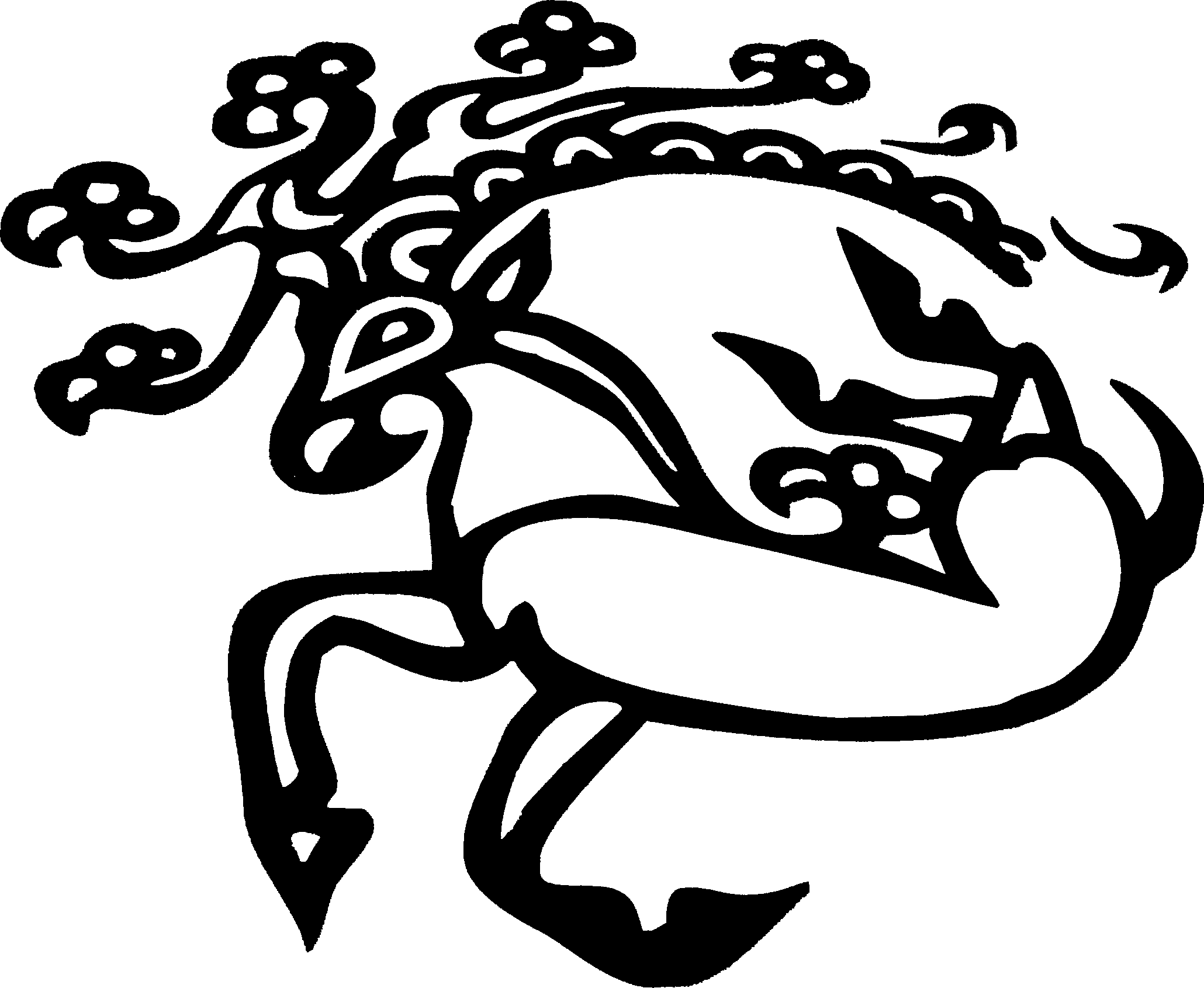
Дизайн татуювання, реконструйований з руки Сибірської крижаної діви, приблизно 500—400 р. до н. е.

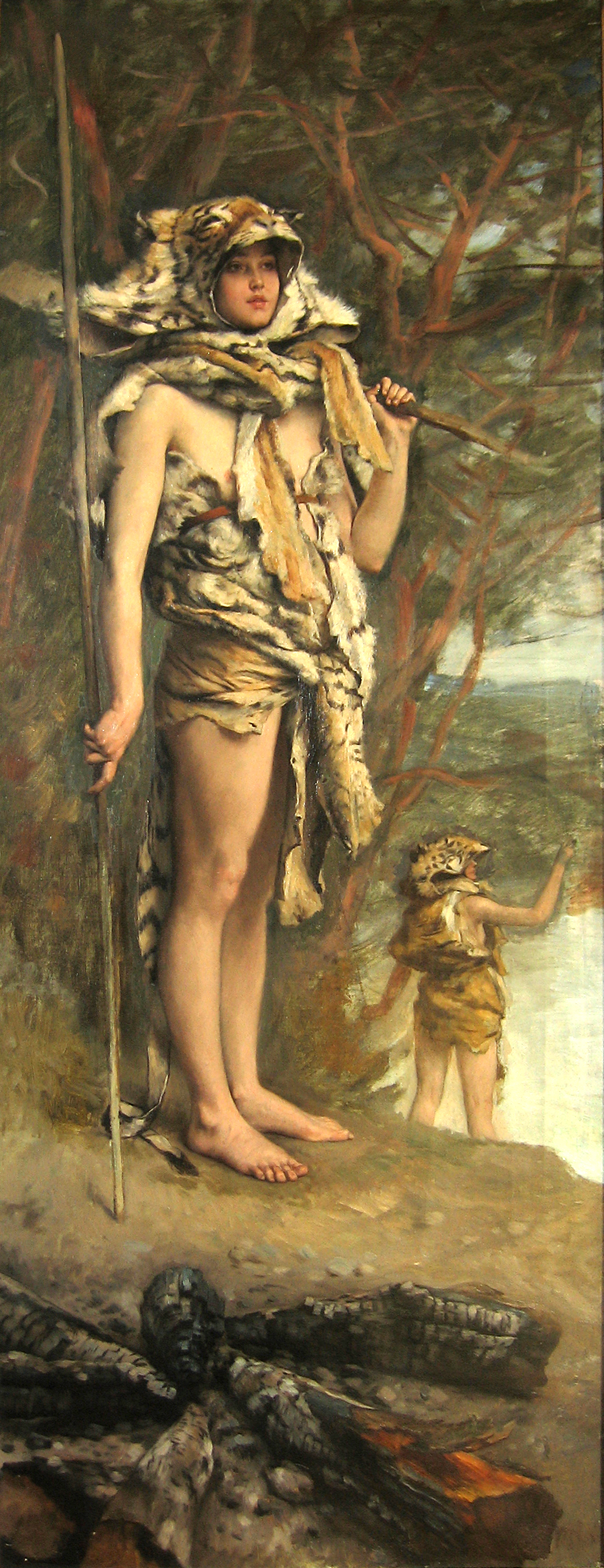
Доісторична жінка Джеймса Тіссо (1895)

Лейсі та Окобок заявили, що місця поховання верхнього палеоліту не демонструють жодної різниці між могилами чи посмертним ставленням до чоловіків та жінок, що додатково свідчить про відсутність «соціальної ієрархії за статтю».
Більш загальні археологічні дані знайшли багато видатних прикладів розкішних гробниць і практики поховання для жінок, у тому числі відомі випадки, такі як Егтведська дівчина і Алтайська принцеса. Під час розкопок було знайдено чимало добре збережених поховань, у тому числі шила для шиття, лікарські засоби, косметика, сітки для волосся та різні декоративні предмети.

## Генетика
Дослідження людських мітохондрій дозволило генетикам розпочати визначення найближчого загального предка всього людства за материнською лінією, тобто останньої живої жінки, від якої всі сучасні люди походять у безперервній лінії від матері до дочки, відомої як Мітохондріальна Єва в посилання на міф про створення світу. Станом на 2015 рік оцінки віку Y-MRCA коливаються приблизно від 200 000 до 300 000 років тому, що приблизно відповідає появі анатомічно сучасної людини.
Дослідники також відзначили, що рецептор естрогену, який спостерігається у людей, на 1,2 мільярда до 600 мільйонів років старший за еквівалентний рецептор андрогену, що вказує на те, що він, ймовірно, відігравав важливу еволюційну роль у розвитку предків людства.
Було виявлено, що генетична суміш між неандертальцями та анатомічно сучасними людьми демонструє чітку різницю між статями, з повною відсутністю мітохондріальної неандертальської ДНК, що вказує на те, що вцілілі гібридні лінії походять саме від зчеплення самця неандертальців самець і жінки sapiens sapiens.

## Уточнення
1. ↑  Такі дослідники, як Лейсі та Окобок, також наголошували на різниці між статтю та гендером, обговорюючи цю тему. У цій статті можуть використовуватися соціальні визначення таких термінів, як «жінка» або «жінка», як взаємозамінні з біологічними, через брак прямої документації.

## Подальше читання
- Gimbutas, Marija (1996). The Goddesses and Gods of Old Europe: Myths and Cult Images. University of California Press. ISBN 0-520-25398-1.
- «Paleolithic art», at the Encyclopedia Britannica.